# Espero (1904)
Espero – włoski niszczyciel z początku XX wieku, uczestnik I wojny światowej, jedna z sześciu jednostek typu Nembo. Okręt został zwodowany 9 lipca 1904 roku w stoczni Pattison w Neapolu, a do służby w Regia Marina wszedł w kwietniu 1905 roku. W 1921 roku nazwę jednostki zmieniono na „Turbine”, a następnie została przeklasyfikowana na torpedowiec. Okręt został skreślony z listy floty w kwietniu 1923 roku.

## Projekt i budowa
„Espero” był jednym z sześciu bliźniaczych niszczycieli typu Nembo – pierwszych seryjnie zbudowanych we Włoszech jednostek tej klasy, nie licząc nieudanego „Fulmine”. Okręty zaprojektował inż. Luigi Scaglia przy współpracy specjalistów z brytyjskiej stoczni Thornycroft.
Okręt został zbudowany w stoczni Pattison w Neapolu. Wodowanie jednostki odbyło się 9 lipca 1904 roku, a do służby w Regia Marina przyjęto ją 1 kwietnia 1905 roku.

## Dane taktyczno-techniczne
Okręt był niewielkim, pełnomorskim niszczycielem o długości całkowitej 64 metry (63,39 metra między pionami), szerokości 5,94 metra i zanurzeniu 2,29 metra. Wyporność normalna wynosiła 325 ton, a pełna 380 ton. Okręt napędzany był przez dwie pionowe maszyny parowe potrójnego rozprężania o łącznej projektowanej mocy 5000 KM (w praktyce maszyny osiągały większą moc, pomiędzy 5200 a 5350 KM), do których parę dostarczały trzy wodnorurkowe kotły Thornycroft. Dwuśrubowy układ napędowy pozwalał osiągnąć prędkość 30 węzłów. Okręt zabierał początkowo zapas 80 ton węgla. Po przystosowaniu kotłów do opalania mazutem zasięg wynosił 2200 Mm przy prędkości 9 węzłów (lub 330 Mm przy 25 węzłach).
Niszczyciel był uzbrojony w pięć pojedynczych dział sześciofuntowych kal. 57 mm Nordenfelta M1886 L/43. Masa działa wynosiła 338 kg, masa naboju 2,73 kg, kąt podniesienia lufy od -10 do +15°, prędkość wylotowa pocisku 670 m/s, a szybkostrzelność 18 strz./min. Uzbrojenie uzupełniały cztery pojedyncze wyrzutnie torped kal. 350 mm (14 cali).
Załoga okrętu składała się z 3–5 oficerów oraz 48–53 podoficerów i marynarzy.

## Służba
Pomiędzy 1908 a 1912 rokiem na okręcie zainstalowano nowe kotły, przystosowane do opalania paliwem płynnym, a także dodano trzeci komin. W 1909 roku dokonano zmiany uzbrojenia jednostki: zdemontowano wszystkie działa kal. 57 mm i wyrzutnie torped kal. 350 mm, instalując cztery pojedyncze działa kal. 76 mm (3 cale) QF Ansaldo M1897 L/40 i dwie pojedyncze wyrzutnie torped kal. 450 mm. Po przystąpieniu Królestwa Włoch do I wojny światowej, niszczyciel przystosowano do roli stawiacza min, a na jego pokładzie można było umieścić 10–16 min morskich. W 1919 roku jedną armatę kal. 76 mm zastąpiono karabinem maszynowym kal. 6,5 mm L/80, demontując także jeden z kotłów wraz z kominem (w wyniku tej zmiany moc siłowni zmniejszyła się do 3400 KM, a prędkość okrętu zmalała do 25 węzłów). 16 stycznia 1921 roku nazwę jednostki zmieniono na „Turbine”, by zwolnić nazwę dla nowo budowanego okrętu, a 1 lipca 1921 roku niszczyciel został przeklasyfikowany na torpedowiec. Jednostka służyła do 5 kwietnia 1923 roku, kiedy została skreślona z listy floty.